# Église Santa Maria della Purità al Vomero

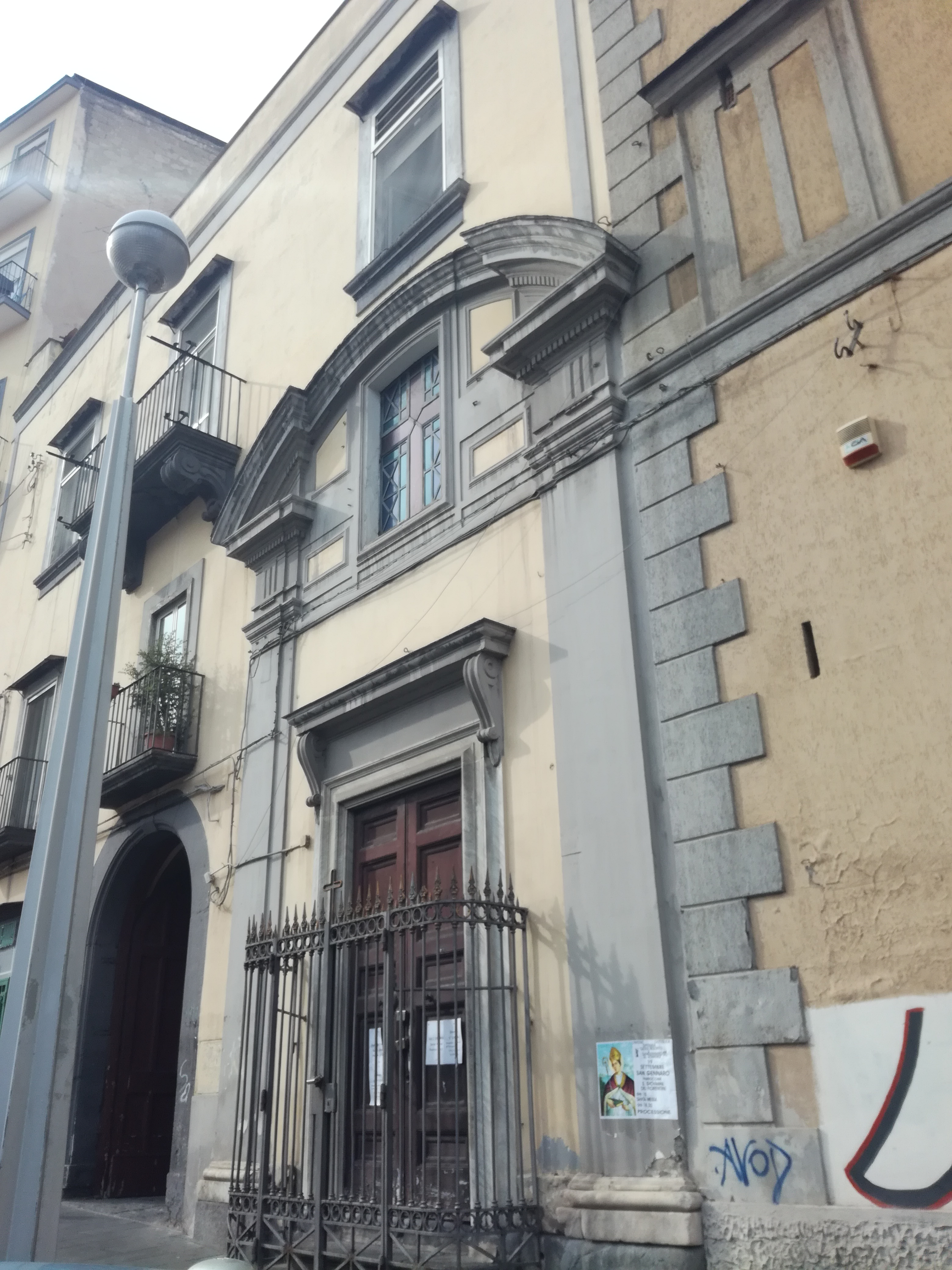
Portail de l'église.

L'église Santa Maria della Purità al Vomero (Sainte-Marie-de-la-Pureté du Vomero) est une église historique du quartier du Vomero de Naples située dans la partie haute de la via Salvator Rosa, en face des ruines d'un pont de l'époque romaine.

## Histoire et description
L'église remonte à la fin du XVIIe siècle ou au début du XVIIIe siècle, comme chapelle privée. Elle est cédée par Tommaso Porzio en 1719 à une maison d'éducation fondée en 1639 par Agnelo Capestrice pour l'éducation des filles de ses collègues notaires. En 1863, la maison d'éducation disposait d'un personnel de neuf oblates, deux maîtresses d'école et quatre converses pour les travaux domestiques. À cause d'un réaménagement de la rue, la petite église est remaniée en 1878, tandis que le bâtiment dans lequel elle s'inscrit est refait.
L'intérieur s'inscrit dans un plan rectangulaire avec un transept, le tout surmonté d'une élégante coupole. On remarque deux autels avec les statues de Saint Vincent Ferrier et du Sacré-Cœur, une chaire de marbre et un orgue intéressant. Le maître-autel est d'un style rococo raffiné et surmonté d'un tableau représentant La Vierge de la Pureté avec des saints de la main de Nicola Maria Rossi. De ce même Rossi, d'autres peintures du XVIIIe siècle représentent Saint André, Saint Michel et L'Adoration des Mages. L'on distingue également un splendide Ecce homo de bois et un grand Crucifix de bois.
La petite église, qui dépend aujourd'hui de la paroisse de la Madonna del Buon Consiglio, est rarement ouverte.

## Source de la traduction
- (it) Cet article est partiellement ou en totalité issu de l’article de Wikipédia en italien intitulé « Chiesa di Santa Maria della Purità al Vomero » (voir la liste des auteurs).